# Northwest Industries
Northwest Industries (1985–1987 Farley/Northwest Industries, 1987–2002 Fruit of the Loom Inc.) war ein amerikanischer Mischkonzern. Er entstand 1968 als Holdinggesellschaft der Bahngesellschaft Chicago and Northwestern Railroad.

## Geschichte
Im Jahr 1956 wurde Ben W. Heineman Chairman of the Board der Chicago and North Western Railway. In der Folge versuchte er, die Profitabilität der Bahngesellschaft zu erhöhen und sie wieder in die schwarzen Zahlen zu führen. Es gelang ihm, aus einem jährlichen Verlust von anfänglich rund 5 Millionen Dollar 1966 ein Gewinn von 26 Millionen Dollar zu erwirtschaften. Da er jedoch die Bahngesellschaft nicht durch weitere Fusionen erweitern konnte, begann er nach Investitionsmöglichkeiten in anderen Wirtschaftsbereichen zu suchen. So wurden Mitte der 1960er Jahre zwei chemische Unternehmen (Velsicol Chemical Corporation, Michigan Chemical) erworben. Dem allgemeinen Trend im Bahnbereich folgend, wurde 1967 die Northwest Industries geschaffen, die ab April 1968 als Holding der Bahngesellschaft fungierte. Damit wurde die Möglichkeit eröffnet, in andere Wirtschaftszweige zu investieren, ohne von den kartellrechtlichen Beschränkungen für Bahngesellschaften betroffen zu sein. Ein erster Schritt war die Fusion der Northwest Industries mit dem Unternehmenskonglomerat Philadelphia and Reading Corporation. Damit gelangten die Marken bzw. Unternehmen Union Unterwear (mit Fruit of the Loom), Acme Boots, Universal Manufacturing und Lone Star Steel in den Besitz des Unternehmens.
1969 misslang der Versuch einer Übernahme von BF Goodrich. 1971 wurde das Getränke-Importunternehmen Buckingham Corporation für 120 Millionen Dollar erworben.
Nachdem sich abzeichnete, dass der Gewinn aus dem Bahnbereich nicht dauerhaft gewährleistet war und die Bahngesellschaft wieder in die roten Zahlen zu rutschen begann, versuchte Heineman die C&NW zu veräußern. Er fand jedoch keinen Käufer. Schließlich wurde die Gesellschaft zum 1. Juni 1972 für rund 734 Millionen Dollar an die neu gegründete, im Eigentum der Bahnbeschäftigten befindliche, Chicago and North Western Transportation Company verkauft.
Im April 1973 erfolgte der Kauf des Batterieherstellers General Battery Corporation und im Februar 1976 wurden 83 % der Aktien des Metallunternehmens Microdot Inc. erworben. Später wurde das Unternehmen komplett übernommen. Weiterhin wurde die Unterwäsche-Marke BVD gekauft und im November 1977 übernahm Northwest Industries 97,4 % des Getränkeabfüllers Coca-Cola Bottling Company of Los Angeles für 202 Millionen Dollar. Anderseits scheiterten die Übernahmeversuche von Swift & Company und Home Insurance.
1982 wurde Coca-Cola Bottling und Buckingham Corporation an Beatrice Foods verkauft. 1983 wurde Microdot für 121 Millionen Dollar verkauft.
Ab Anfang der 1980er Jahre war Heineman auf der Suche nach einem Nachfolger bzw. einem Unternehmen, das Northwest Industries übernehmen konnte. Ein erster Versuch durch die früheren Esmark-Manager Donald Kelly und Roger Briggs, dass Unternehmen für 1,4 Milliarden Dollar zu erwerben, scheiterte an der Finanzierung durch die Banken.
Im Juli 1985 erfolgte schließlich die Übernahme durch Farley Industries für 1,4 Milliarden Dollar. Farley Industries war 1976 durch William F. Farley gegründet worden, um einen Pectin-Hersteller zu erwerben. In der Folge erwarb Farley weitere Unternehmen im Bereich des verarbeitenden Gewerbes, des Bergbaus und der Bekleidungsindustrie. Die Finanzierung erfolgte in der Regel durch Leveraged Buyouts. Im Rahmen des Erwerbes wurde Lone Star Steel aus dem Konzern herausgelöst und eigenständig. Farley war hauptsächlich an Union Underwear interessiert, das für 84 % der Einnahmen von Northwest sorgte.
Das neue Unternehmen erhielt zunächst den Namen Farley Northwest Industries und wurde am 21. April 1987 in Fruit of the Loom Inc. (nach der wichtigsten Marke) umbenannt. Im gleichen Jahr wurde das Unternehmen an die Börse gebracht.
Im Februar 1986 wurde Universal Manufacturing an MagneTek verkauft. In der Folge wurde alle produzierenden Unternehmen abgestoßen (Velsicol Chemical an Sandoz; General Battery an Exide), die nicht aus dem Bereich Bekleidungsindustrie kamen. Behalten wurden außerdem noch die Immobilienunternehmen. Gleichzeitig wurde durch weitere Ankäufe der Bereich Bekleidung vergrößert. Durch die Ankäufe vergrößerte sich jedoch die Verschuldung des Unternehmens.
Ende der 1990er Jahre gingen die Verkäufe zurück und das Unternehmen versuchte, dem mit Fabrikschließungen und der Verlagerung der Produktion ins Ausland zu begegnen. Dazu kam eine enorm hohe Kreditbelastung des Unternehmens.
Im März 1999 wurde im Rahmen einer Reorganisation das Unternehmen eine Tochter der auf den Caymaninseln angesiedelten Holding. Im Dezember des gleichen Jahres meldete das Unternehmen jedoch Konkurs an. 2002 übernahm Warren Buffetts Berkshire Hathaway die Vermögenswerte des Unternehmens (u. a. die Marke Fruit of the Loom) für 835 Millionen Dollar.

## Unternehmenssitz
1985–1999: Sears Tower, Chicago

## Unternehmensleitung

### Präsident und Chief Executive Officer
- 1967–1985: Ben W. Heineman

- 1985–1992: William F. Farley  (sowie Chief Executive Officer bis 1999)
- 1992–1996: John B. Holland
- 1996–1999: William F. Farley
- 1999–2002: Dennis S. Bookshester (nur CEO)

### Chairman of the Board
- 1968–1969: Howard A. Newman
- 1970–1985: Ben W. Heineman
- 1985–1999: William F. Farley
- 2000–2002: Brian Wolfson